# Makino Tadaszuke
Makino Tadaszuke (Oszaka, 1997. június 28. –) japán autóversenyző, aki hazájában versenyez a Super Formula és a Super GT bajnokságokban.

## Eredményei

### Karrier összefoglaló
| Szezon | Sorozat                      | Csapat                       | Verseny | Győzelem | Pole | Leggyorsabb kör | Dobogós helyezés | Pont | Helyezés |
| ------ | ---------------------------- | ---------------------------- | ------- | -------- | ---- | --------------- | ---------------- | ---- | -------- |
| 2015   | Japán Formula–4-es bajnokság | Rn-sports                    | 14      | 6        | 4    | 3               | 11               | 192  | 2.       |
| 2016   | Japán Formula–3-as bajnokság | Toda Racing                  | 17      | 0        | 1    | 0               | 4                | 41   | 5.       |
| 2016   | Makaói nagydíj               | Toda Racing                  | 1       | 0        | 0    | 0               | 0                | —    | 14.      |
| 2016   | Super GT                     | Drago Modulo Honda Racing    | 3       | 0        | 0    | 0               | 1                | 15   | 16.      |
| 2017   | Formula–3 Európa-bajnokság   | Hitech GP                    | 27      | 0        | 0    | 0               | 1                | 57   | 15.      |
| 2017   | Makaói nagydíj               | Motopark                     | 1       | 0        | 0    | 0               | 0                | —    | 9.       |
| 2018   | Formula–2                    | Russian Time                 | 24      | 1        | 0    | 0               | 1                | 48   | 13.      |
| 2019   | Super GT                     | Modulo Nakajima Racing       | 8       | 0        | 0    | 0               | 1                | 23,5 | 12.      |
| 2019   | Super Formula                | TCS Nakajima Racing          | 7       | 0        | 1    | 0               | 0                | 6    | 16.      |
| 2020   | Super GT                     | Team Kunimitsu               | 8       | 1        | 0    | 0               | 3                | 69   | 1.       |
| 2020   | Super Formula                | TCS Nakajima Racing          | 6       | 0        | 0    | 0               | 1                | 20   | 12.      |
| 2021   | Super GT                     | Team Kunimitsu               | 7       | 1        | 1    | 0               | 2                | 57   | 4.       |
| 2021   | Super Formula                | Docomo Team Dandelion Racing | 5       | 0        | 0    | 0               | 1                | 24   | 9.       |
| 2022   | Super GT                     | Team Kunimitsu               | 8       | 1        | 1    | 1               | 3                | 62   | 3.       |
| 2022   | Super Formula                | Docomo Team Dandelion Racing | 10      | 0        | 0    | 0               | 2                | 61   | 5.       |
| 2023   | Super GT                     | Team Kunimitsu               | 8       | 0        | 1    | 1               | 1                | 34   | 10.      |
| 2023   | Super Formula                | Docomo Team Dandelion Racing | 9       | 0        | 1    | 0               | 2                | 43   | 6.       |
| 2023   | Super Taikyu - ST-Z          | Techno First                 | 2       | 0        | 0    | 0               | 0                | 99   | 3.       |

### Teljes Formula–3 Európa-bajnokság eredménysorozata
(Táblázat értelmezése)

(Félkövér: pole-pozícióból indult; dőlt: leggyorsabb kört futott) 

| Év   | Csapat    | 1        | 2        | 3        | 4        | 5        | 6        | 7        | 8        | 9       | 10       | 11       | 12       | 13      | 14       | 15       | 16    | 17    | 18    | 19       | 20       | 21       | 22      | 23      | 24       | 25      | 26       | 27    | 28      | 29      | 30       | Helyezés | Pont |
| ---- | --------- | -------- | -------- | -------- | -------- | -------- | -------- | -------- | -------- | ------- | -------- | -------- | -------- | ------- | -------- | -------- | ----- | ----- | ----- | -------- | -------- | -------- | ------- | ------- | -------- | ------- | -------- | ----- | ------- | ------- | -------- | -------- | ---- |
| 2017 | Hitech GP | SIL 1 11 | SIL 2 19 | SIL 3 15 | MNZ 1 12 | MNZ 2 14 | MNZ 3 13 | PAU 1 13 | PAU 2 12 | PAU 3 7 | HUN 1 13 | HUN 2 17 | HUN 3 17 | NOR 1 8 | NOR 2 14 | NOR 3 Ki | SPA 1 | SPA 2 | SPA 3 | ZAN 1 Ki | ZAN 2 15 | ZAN 3 16 | NÜR 1 7 | NÜR 2 4 | NÜR 3 19 | RBR 1 5 | RBR 2 17 | RBR 3 | HOC 1 9 | HOC 2 9 | HOC 3 11 | 15.      | 57   |

### Teljes FIA Formula–2-es eredménysorozata
(Táblázat értelmezése)

(Félkövér: pole-pozícióból indult; dőlt: leggyorsabb kört futott) 

| Év   | Csapat       | 1          | 2          | 3         | 4         | 5         | 6          | 7           | 8          | 9         | 10         | 11        | 12        | 13         | 14         | 15        | 16         | 17         | 18         | 19        | 20         | 21         | 22         | 23        | 24         | Helyezés | Pont |
| ---- | ------------ | ---------- | ---------- | --------- | --------- | --------- | ---------- | ----------- | ---------- | --------- | ---------- | --------- | --------- | ---------- | ---------- | --------- | ---------- | ---------- | ---------- | --------- | ---------- | ---------- | ---------- | --------- | ---------- | -------- | ---- |
| 2018 | Russian Time | BHR FEA 19 | BHR SPR 17 | AZE FEA 9 | AZE SPR 9 | ESP FEA 9 | ESP SPR Ki | MON FEA 14† | MON SPR Ki | FRA FEA 8 | FRA SPR Ki | AUT FEA 7 | AUT SPR 6 | GBR FEA 12 | GBR SPR 11 | HUN FEA 9 | HUN SPR 12 | BEL FEA 12 | BEL SPR 11 | ITA FEA 1 | ITA SPR 14 | RUS FEA 10 | RUS SPR 11 | UAE FEA 9 | UAE FEA Ki | 13.      | 48   |

† A versenyt nem fejezte be, de helyezését értékelték, mert a versenytáv több, mint 90%-át teljesítette.

### Teljes Super GT eredménysorozata
| Év   | Csapat                    | Osztály | 1      | 2      | 3      | 4      | 5      | 6      | 7      | 8      | Helyezés | Pont |
| ---- | ------------------------- | ------- | ------ | ------ | ------ | ------ | ------ | ------ | ------ | ------ | -------- | ---- |
| 2016 | Cars Tokai Dream26        | GT300   | OKA    | FUJ    | SUG    | FUJ    | SUZ Ki |        |        |        | HN       | 0    |
| 2016 | Drago Modulo Honda Racing | GT500   |        |        |        |        |        | CHA 2  | MOT 12 | MOT 15 | 16.      | 15   |
| 2019 | Modulo Nakajima Racing    | GT500   | OKA 10 | FUJ 10 | SUZ 11 | CHA 10 | FUJ 10 | AUT 7  | SUG 2  | MOT 12 | 12.      | 23,5 |
| 2020 | Team Kunimitsu            | GT500   | FUJ 6  | FUJ 5  | SUZ 2  | MOT 5  | FUJ 5  | SUZ Ki | MOT 3  | FUJ 1  | 1.       | 69   |
| 2021 | Team Kunimitsu            | GT500   | OKA    | FUJ 4  | MOT 1  | SUZ 4  | SUG 2  | AUT 6  | MOT 12 | FUJ 14 | 4.       | 57   |
| 2022 | Team Kunimitsu            | GT500   | OKA 2  | FUJ 5‡ | SUZ 9  | FUJ 8  | SUZ 11 | SUG 8  | AUT 2  | MOT 1  | 3.       | 62   |
| 2023 | Team Kunimitsu            | GT500   | OKA 12 | FUJ 2  | SUZ 5  | FUJ 6  | SUZ 7  | SUG Ki | AUT 9  | MOT 10 | 10.      | 34   |

* A szezon jelenleg is zajlik.
‡ A versenyt félbeszakították, és mivel nem teljesítették a táv 75%-át, így csak a pontok felét kapta meg.

### Teljes Super Formula eredménylistája
(Táblázat értelmezése)

(Félkövér: pole-pozícióból indult; dőlt: leggyorsabb kört futott) 

| Év   | Csapat                       | 1      | 2      | 3      | 4      | 5      | 6      | 7      | 8       | 9      | 10    | Helyezés | Pont |
| ---- | ---------------------------- | ------ | ------ | ------ | ------ | ------ | ------ | ------ | ------- | ------ | ----- | -------- | ---- |
| 2019 | TCS Nakajima Racing          | SUZ Ki | AUT 4  | SUG 14 | FUJ 10 | MOT Ki | OKA 17 | SUZ 13 |         |        |       | 16.      | 6    |
| 2020 | TCS Nakajima Racing          | MOT 9  | OKA Ki | SUG 7  | AUT 3  | SUZ Ki | SUZ 8  | FUJ    |         |        |       | 12.      | 20   |
| 2021 | Docomo Team Dandelion Racing | FUJ    | SUZ    | AUT 14 | SUG 5  | MOT 7  | MOT 3  | SUZ 10 |         |        |       | 9.       | 24   |
| 2022 | Docomo Team Dandelion Racing | FUJ 6  | FUJ Ki | SUZ 3  | AUT 6  | SUG 4  | FUJ 5  | MOT 4  | MOT 3   | SUZ 7  | SUZ 9 | 5.       | 61   |
| 2023 | Docomo Team Dandelion Racing | FUJ 14 | FUJ 8  | SUZ 15 | AUT 6  | SUG 3  | FUJ 21 | MOT Ki | SUZ 43‡ | SUZ 10 |       | 6.       | 43   |

* A szezon jelenleg is zajlik.
‡ A versenyt félbeszakították, és mivel nem teljesítették a táv 75%-át, így csak a pontok felét kapta meg.